# آستون مارتین دی‌پی۲۱۴
آستون مارتین دی‌پی۲۱۴ (Aston Martin DP214) خودرویی است که دو دستگاه از آن توسط شرکت استون مارتین در سال‌۱۹۶۳ تولید شده‌است.
این خودرو در کلاس خودرو GT قرار گرفته و طراحی آن خودروهای موتور جلو-محور عقب بوده است.
حجم موتور آن ۳۹۹۵ سی‌سی  است.